# Bononia (wieś)
Bononia – wieś w Polsce położona w województwie lubelskim, w powiecie biłgorajskim, w gminie Goraj.
| SIMC    | Nazwa    | Rodzaj    |
| ------- | -------- | --------- |
| 0887670 | Majdanek | część wsi |

W latach 1975–1998 miejscowość administracyjnie należała do województwa zamojskiego. Według Narodowego Spisu Powszechnego (III 2011 r.) liczyła 223 mieszkańców i była szóstą co do wielkości miejscowością gminy Goraj. Wieś stanowi sołectwo.
Wierni Kościoła rzymskokatolickiego należą do parafii Parafia św. Bartłomieja w Goraju.